# The Settlers
The Settlers (originele Duitse titel: Die Siedler) is een reeks real-time strategyspellen, ontwikkeld door Blue Byte.
In elke editie is het doel om een eigen koninkrijk te bouwen met behulp van de aanwezige grondstoffen en het tevreden houden van de inwoners van de speler. Vanaf het begin van het spel bezit de speler al een aantal grondstoffen en door deze strategisch te gebruiken, kan de speler dit aantal uitbreiden door grondstofverwerkende gebouwen te bouwen. Dit gaat niet zonder slag of stoot en de speler moet dan ook geregeld met één of meer vijanden vechten. Hiertoe kan de speler ridderhuizen bouwen om zijn of haar koninkrijk te verdedigen.

## Spellen
- The Settlers (1993, Amiga & DOS, ook bekend als Serf City)
- The Settlers II: Veni, Vidi, Vici (1996, pc (DOS), Macintosh)
  - Add on: The Settlers II Mission CD
- The Settlers III (1998, Windows) 
  - Add on: The Settlers III Mission CD
  - Add on: The Settlers III: Quest Of The Amazons
- The Settlers IV (2001, Windows)
  - Add on: The Settlers IV Mission CD
  - Add on: The Settlers IV: The Trojans and the Elixir of Power
  - Add on: Die Siedler IV: Die Neue Welt (The Settlers IV: The New World - alleen Duits)
  - Add on: Die Siedler IV: Große Feldzüge (The Settlers IV: Community Pack - alleen Duits)
- The Settlers: Heritage of Kings (2004, Windows)
  - Add on: The Settlers: Heritage of Kings - Expansion Disk
  - Add on: The Settlers: Heritage of Kings - Legends Expansion Disk
- The Settlers II 10th Anniversary (2006, Windows)
  - Add on: The Settlers II: 10th Anniversary - The Vikings
- Die Siedlers: Aufbruch der Kulturen (2008, Windows - Duits/Russisch)
- The Settlers: Rise of an Empire (2007 , Windows)
  - Add on: The Settlers: Rise of an Empire - The Eastern Realm (2008, Windows)
- The Settlers 7: Paths to a Kingdom (2010, Windows)
  - Add on: The Settlers: DLC Pack 1 (2010, Windows)
  - Add on: The Settlers: DLC Pack 2 (2010, Windows)
  - Add on: The Settlers: DLC Pack 3 (2010, Windows)
  - Add on: The Settlers: DLC Pack 4 (2011, Windows)
- The Settlers (2019, Windows)

## Pc

### The Settlers (1993)
The Settlers is de allereerste versie van het tegenwoordig zeer populaire spel. Het spel was toen alleen nog maar beschikbaar voor de Amiga. The Settlers speelt zich af in de middeleeuwen. Het doel is om een zo sterk mogelijke stad op te bouwen met behulp van grondstoffen en voedsel. Hierbij moet rekening worden gehouden met zowel de economie als het leger. Het speelt zich af in een wereld met vier landen. Het doel is om land te veroveren, maar tegelijkertijd ook zorg te dragen zodat de speler zelf niet wordt aangevallen of dat de economie in elkaar zakt.

### The Settlers II - Veni, Vidi, Vici (1996)
The Settlers II is het spel dat zijn naam eigenlijk eer aan doet. The Settlers (vertaald als de kolonisten) stranden als schipbreukelingen op een eiland en zullen daarbij met de spullen waarmee ze gestrand zijn een kolonie moeten opbouwen.

### The Settlers III (1998)
In deze versie van The Settlers konden de settlers gewoon vrij rond lopen omdat er geen wegen meer waren. Tevens waren er verschillende stammen, de Romeinen, de Egyptenaren en de Aziaten, die elk hun typische aspecten hadden en elk een eigen product konden produceren. Ook kan de speler een bepaalde stam kiezen op de voorkeur voor bouwbenodigdheden. De ene stam gebruikte veel hout en de andere stam veel stenen.
De Amazones kon als stam toegevoegd worden.

### The Settlers IV (2001)
The Settlers IV had een campagne waarbij de eerste levels vooral waren ingericht om het spel te leren (vervanging van de tutorial).

### The Settlers - Heritage of Kings (2004)
The Settlers: Heritage of Kings is het vijfde deel van The Settlers.
Het Oude Rijk wordt geterroriseerd door de Duistere Ridders die op zoek zijn naar een amulet dat het bewijs is van de macht over het rijk. De jonge Dario krijgt het amulet op het sterfbed van zijn moeder die hem vertelt dat hij de werkelijke troonopvolger van Koning Keron is.
Tijdens zijn quest om het Oude Rijk te verlossen van de Duistere Ridders en de wrede Generaal Kerberos van de troon te stoten, krijgt hij hulp van zijn vriend Erec, de mooie Ari, zijn oom Helias, de uitvinder Salim en de wapenspecialist Pelgrim, Leonardo de Uitvinder en tot verbazing ook Generaal Kerberos, de rechterhand van Mordred. Je vijanden zijn de troepen van Generaal Kerberos, Bandieten, het Zwarte Leger, Mary de Mortfichet en haar leger, en sommige wantrouwende dorpen.

### The Settlers - Rise of an Empire (2007)
The Settlers: Rise of an Empire is het zesde deel serie. In The Settlers: Rise of an Empire houdt de speler zich bezig met het ontwikkelen van steden in een middeleeuwse omgeving. De inwoners, de Settlers, hebben elk zijn of haar behoeften en bezigheden. Voor het eerst in het bestaan van de serie zijn er ook vrouwelijke Settlers. Mannelijke en vrouwelijke Settlers kunnen verliefd worden en met elkaar in het huwelijk treden. Door deze inwoners opdrachten te geven kan de speler een economie opbouwen en de steden laten groeien. Deze steden dienen ook te worden beschermd tegen vijanden. Dit kan onder andere doordat er de mogelijkheid bestaat om je stad te omringen met houten palen of stenen muren.

### The Settlers - Paths to a Kingdom (2010)
The Settlers: Paths to a Kingdom is het zevende deel van de serie. Paths to a Kingdom heeft als nieuwe toevoeging het behalen van overwinningspunten. Hiermee kan het spel niet meer louter gewonnen worden door alle vijanden te verslaan maar ook door het behalen van de overwinningspunten.
Het spel is uit te breiden door middel van DLC-packs (Downloadable contents). Waarbij online een content kan worden gekocht waarbij levels beschikbaar zijn en een nieuwe campagne te spelen is. Tevens de link met social media (Facebook) is hier bij gekomen waarbij gewonnen prijzen en medailles op Facebook gezet kunnen worden.

### The Settlers
Een in 2018 aangekondigde release van een nieuwe versie is voor onbepaalde tijd uitgesteld. In februari 2022 is een gesloten beta georganiseerd. De uitkomst van deze gesloten beta resulteerde er in dat de release van het spel opnieuw zou worden uitgesteld tot december 2022 zodat het spel zou voldoen aan de wens van de community.

## Overige spellen

### The Settlers - Nintendo DS (2007)
De versie op de Nintendo DS. Qua spelvorm lijkt deze versie op The Settlers II.

### The Settlers - iPhone/iPod touch (2010)
Dat het spel nog steeds populair is bewijst dat deze ook op de iPhone/iPod touch beschikbaar is. Qua spel is dit The Settlers IV.

### The Settlers - My city (2010)
Het spel dat op Facebook te spelen is.

### The Settlers Online (2011)
Dit spel is eind 2011 online verschenen, waarvan de open-beta-versie in januari 2012 werd opengesteld voor het algemene publiek.

## Trivia
- Het spel is opgenomen in het boek 1001 Video Games You Must Play Before You Die van Tony Mott.